# Walter Ryan
Walter James Ryan, född 17 juni 1904 i provinsen Québec, död 18 juni 1989 i Montréal, Québec, var en kanadensisk längdskidåkare. Han deltog i olympiska spelen 1932 i Lake Placid på längdskidåkning 50 kilometer, men fullföljde inte loppet.